# راهنمای عشق ۳
راهنمای عشق ۳ (به ایتالیایی: Manuale d'amore 3) فیلمی است محصول سال ۲۰۱۱ و به کارگردانی جووانی ورونزی است. در این فیلم بازیگرانی همچون کارلو وردون، رابرت دنیرو، مونیکا بلوچی، ریکاردو اسکامارچو، میکله پلاچیدو، لورا چیاتی، والریا سولارینو، دوناتلا فینوکیارو و امانوئلا پروپیزیو ایفای نقش کرده‌اند.

## خلاصه داستان
این فیلم سه داستان عشقی متفاوت را دنبال می‌کند. یکی از آن‌ها در مورد روبرتو وکیل جوانی است که تصمیم دارد با سارا ازدواج کند اما زمانی که یک دختر جذاب روستایی بنام میکل را می‌بیند، اوضاع کمی پیچیده می‌شود…